# Andrew Blake
Andrew Blake, pseudonimo di Paul Nevitt (Filadelfia, 1948), è un regista e fotografo statunitense, attivo nel settore della pornografia.

## Biografia
Il suo primo film fu Night Trips del 1989 e fu premiato con la medaglia d'argento al WorldFest-Houston International Film Festival.
È membro della Adult Video News (AVN).

## Filmografia

### Regista
- Playboy Video Playmate Calendar 1989, co-regia collettiva (1988)
- Playboy: Sexy Lingerie, co-regia collettiva (1989)
- Viaggi notturni (Night Trips) (1989)
- Playboy: Wet & Wild, co-regia collettiva (1989)
- Playboy: Sexy Lingerie II, co-regia di Skott Snider e Michael Trikilis (1990)
- Playboy Video Playmate Calendar 1991, co-regia collettiva (1990)
- Secrets (1990)
- Bizzarri istinti sessuali (House of Dreams) (1990)
- Bestialmente (Night Trips II) (1990)
- Penthouse Pet of the Year Play-Off 1991 (1991)
- Playboy: Sexy Lingerie III, co-regia collettiva (1991)
- Play with Me (1992)
- Playboy: The Best of Sexy Lingerie, co-regia collettiva (1992)
- Penthouse Satin & Lace (1992)
- Hot Pin-Ups Live (1992)
- Hidden Obsessions (1992)
- Girls (1992)
- Desire (1993)
- Sensual Exposure (1993)
- Penthouse Satin & Lace II: Hollywood Undercover (1993)
- Les femmes érotiques (1993)
- Girls of Penthouse 2 (1993)
- Secrets (1994)
- Private Property (1994)
- Fantasy Women (1994)
- Sex and Money (1995)
- Playboy: The Best of Pamela Anderson, co-regia collettiva (1995)
- Penthouse Pet of the Year Play-Off 1995 (1995)
- Captured Beauty (1995)
- Best of Andrew Blake (1996)
- Unleashed (1996)
- Miami Hot Talk (1996)
- Venus Descending (1997)
- Paris Chic (1997)
- Possessions (1997)
- Dark Angel (1997)
- Wild (1998)
- Wet (1998)
- High Heels (1998)
- Delirious (1998)
- Pin-Ups (1999)
- Pin-Ups 2 (1999)
- Aroused (1999)
- Secret Paris (2000)
- Decadence (2000)
- Amy and Julie (2000)
- 2000 Part One (2000)
- 2000 Part Two (2000)
- Aria (2001)
- Blond & Brunettes (2001)
- Playthings (2001)
- Exhibitionists (2001)
- Girlfriends (2002)
- The Villa (2002)
- Justine (2002)
- Dollhouse (2003)
- Hard Edge (2003)
- Adriana (2003)
- Naked Diva (2004)
- Flirts 1 (2004)
- Close-Ups (2004)
- Feel the Heat (2004)
- Teasers (2005)
- Teasers II (2005)
- Body Language (2005)
- Valentina (2006)
- Andrew Blake's X (2007)
- Paid Companions (2008)
- House Pets (2008)
- Night Trips: A Dark Odyssey (2008)
- Voyeur Within (2009)
- High Strung Women (2009)
- Sex Dolls (2010)
- Five Stars 2 (2011)